# Simonshaven
Simonshaven is een klein dorp in de gemeente Nissewaard, in de Nederlandse provincie Zuid-Holland. Het dorp heeft 600 inwoners (2023).
Het dorp heeft een kenmerkend wit kerkje met oorlogsgravenkerkhof.
De plaatselijke voetbalvereniging is SV Simonshaven.

## Geschiedenis
Het dorp is genoemd naar Heer Simon van (Putten en) Marckenburg, broer van Heer Nicolaas III van Putten en Strijen; hij liet hier in de middeleeuwen (13/14de eeuw) een haven aanleggen.
Tot en met 31 december 2014 was Simonshaven onderdeel van de gemeente Bernisse. Op 1 januari 2015 ging de plaats samen met de gemeente Bernisse en Spijkenisse op in de nieuwe gemeente Nissewaard.

## Geboren
- Augusta Peaux (1859-1944), dichteres, schrijfster
- Johanna Reinhardina Peaux (Johanna) (1864-1933) schrijfster (zuster van Augusta Peaux)
- Jaap van der Linde (1938-2024), politicus en sportbestuurder

## Zie ook

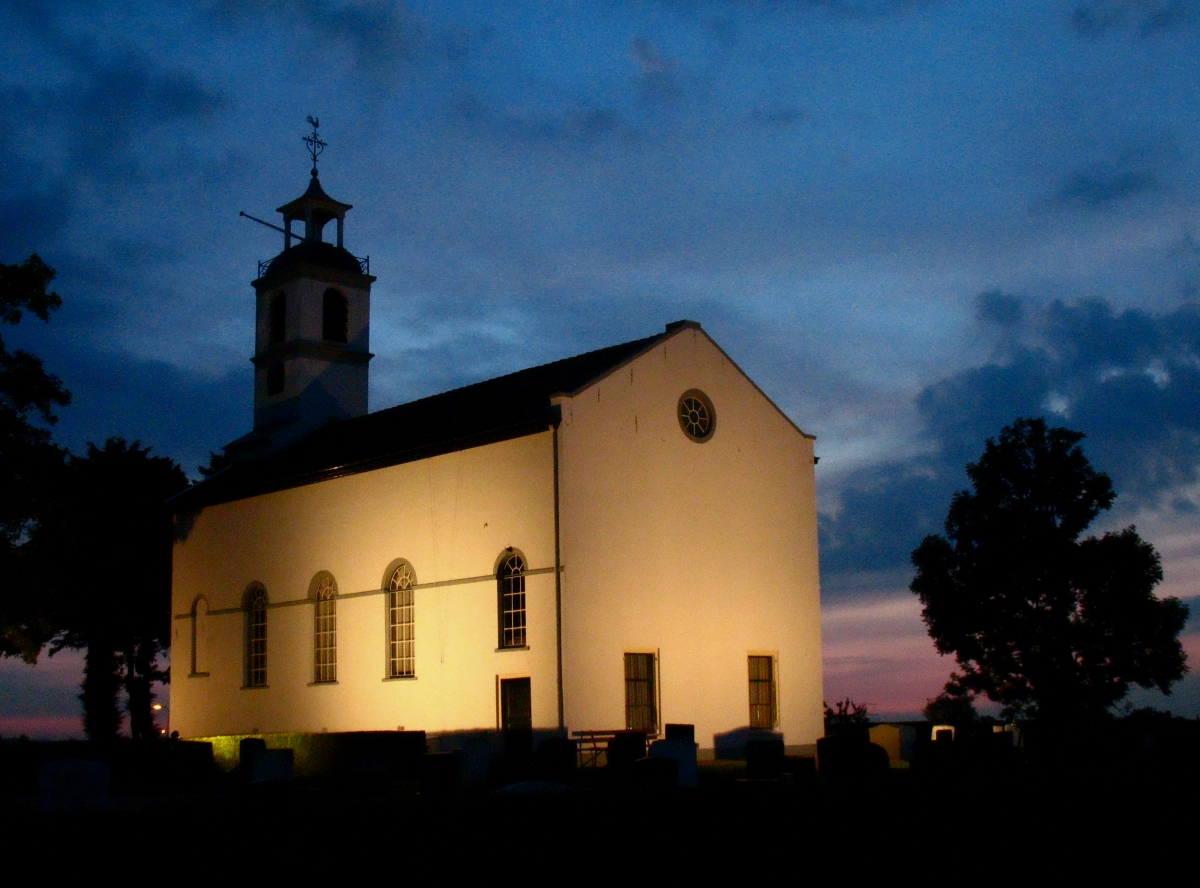
De protestantse kerk te Simonshaven